# Doc Strong

Zawodnik Oklahoma State Cowboys

Harley de Witt „Doc” Strong (ur. 10 listopada 1916 w Kendrick w Oklahomie,  zm. 4 lipca 1952 w Norman w Oklahomie) – amerykański zapaśnik walczący w stylu wolnym. Olimpijczyk z Berlina 1936, gdzie zajął szóste miejsce w wadze lekkiej.
Zawodnik Cushing High School w Cushing i Oklahoma State University. All-American w NCAA Division I w 1936, gdzie zajął pierwsze miejsce.
Popełnił samobójstwo.

## Letnie Igrzyska Olimpijskie 1936
| Konkurencja      | Rundy eliminacyjne    | Rundy eliminacyjne    | Rundy eliminacyjne | Rundy eliminacyjne    | Klas. końcowa |
| Konkurencja      | Przeciwnik I          | Przeciwnik II         | Przeciwnik III     | Przeciwnik IV         | Miejsce       |
| ---------------- | --------------------- | --------------------- | ------------------ | --------------------- | ------------- |
| 66 kg styl wolny | Sadık Soğancı (TUR) Z | Gottfried Arn (SUI) Z | Göte Melin (SWE) Z | Eiichi Kazama (JPN) P | 6.            |